# 軟體定義廣域網路
軟體定義廣域網路（英語：SD-WAN，來自的縮寫），是一系列技術的集合，主要概念是將軟體定義網路（SDN）的技術應用在管理廣域網路（WAN）。軟體定義網路技術使用虛擬化技術，簡化資料中心的管理及維運的工作；延伸這個概念，將相關技術應用於廣域網路之上，可以簡化企業級用戶對於廣域網路的控管 。
透過這項技術，公司可以用低成本的網路存取方式，建立起高效能的廣域網路。企業因此可以部份或完全替換掉昂貴的私有廣域網路技術，例如MPLS。

## 概論
SD-WAN這個名稱在2014年開始出現在新聞媒體中，背後的概念來源可以追溯到1970年代制定的X.25。